# Экономика Техаса
Экономика Техаса является одной из крупнейших и наиболее быстро растущих экономик штатов США. По состоянию на 2013 год, в Техасе находятся главные офисы пяти из 50 крупнейших компаний из списка Fortune 500. Всего в списке представлено 50 компаний из Техаса (третий показатель после Нью-Йорка и Калифорнии). Техас является крупнейшим экспортёром товаров в США, оборот торговли штата с другими странами составляет более $100 млрд в год. Если бы Техас был суверенной страной, он обладал бы (по состоянию на 2012 год) 14-й по величине экономикой в мире по ВВП (опережая Южную Корею и Нидерланды). Несмотря на растущую экономику Техаса, штат также является одним из самых бедных в США.
В 2011 году ВВП Техаса составил $1332 млрд,, что является вторым показателем среди всех штатов США. Средний доход семьи в Техасе в 2010 году составил $48 259. Это 25-й показатель среди штатов, ниже среднего по стране, хотя рейтинг не учитывает более низкую, чем в среднем по США стоимость жизни.

## История
До Второй мировой войны важными составляющими экономики штата были четыре отрасли: разведение крупного рогатого скота и зубров, выращивание хлопка, рубка леса и добыча нефти. Первым прибыльным делом в Техасе было разведение крупного рогатого скота и зубров. В первые годы после аннексии Техаса основными продуктами являлись меха и шкуры, полученные от крупного рогатого скота. Говядина не была особенно популярна в Соединённых Штатах. Однако вскоре техасские предприниматели стали пионерами индустрии говядины, спрос на которую продолжал расти. Скотоводство пользовалось наибольшим финансовым успехом в поздних 1870-х и 1880-х годах.
Производство хлопка, известное в Техасе с испанских времён, постепенно росло на протяжении всего XIX века. К началу XX века Техас стал ведущим производителем хлопка в стране. Однако, к 1920 хлопковое производство в Техасе начало угасать из-за государственного регулирования и конкуренции с иностранными производителями.
Леса Техаса были важным ресурсом первых поселенцев и сыграли важную роль в истории государства. Огромные лесные массивы региона, являвшиеся домом для многих видов диких животных, открыли обширные экономические возможности для европейцев. Они и сегодня продолжают играть важную экономическую и экологическую роль в штате.
Наиболее густые леса находятся в восточной части штата. В частности регион Биг-Тикет к северу от Хьюстона и Бомонта исторически являлся местом самых плотных лесов. Регион был в основном необитаем, пока не начал активно заселяться американцами в середине XIX века. Беглые рабы и другие беглецы часто прятались в зарослях. До прибытия испанцев в долине реки Рио-Гранде в южном Техасе рос большой пальмовый лес, сейчас практически исчезнувший.
Развитие железных дорог в восточной части государства в середине XIX века привело к буму в производстве пиломатериалов в 1880-х годах. Эта эра финансового успеха длилась около 50 лет, и пришла к концу когда леса Техаса были практически полностью уничтожены и во время Великой депрессии упали цены.
В 1901 году компания «Глэдис Ситии Оил, Гэз энд Мэнуфакчуринг» открыла месторождение нефти Спиндлтоп в Бомонт. Хотя добыча нефти не являлась новшеством, это месторождение оказалось самым крупным в мире и его находка привела к широкому распространению поисков нефти по всему Техасу и в соседних штатах. К 1940 году Техас прочно утвердился в качестве ведущего производителя нефти в США

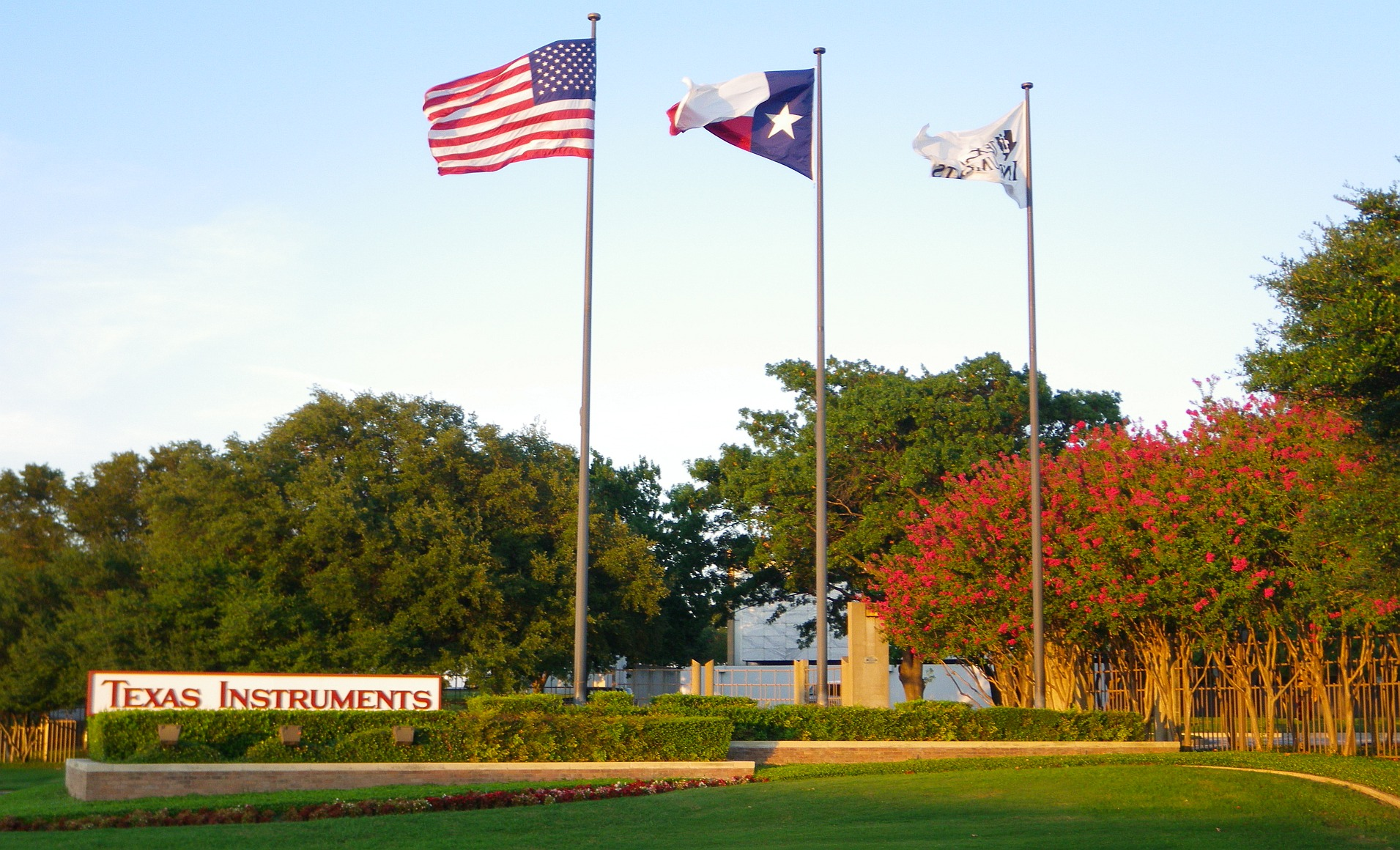
Штаб-квартира компании Texas Instruments в Далласе

До Второй мировой войны Техас оставался штатом с сельскохозяйственным уклоном, пока успех нефтяной промышленности не привел к появлению многих видов тяжёлой промышленности в штате. Вторая мировая война создала огромный спрос на нефть и другие продукты, которые Техас был в уникальном состоянии обеспечить. К концу войны Техас был одним из ведущих индустриальных штатов, а население стало преимущественно городским. Кроме того, экономика стала достаточно диверсифицирована, хотя нефть по-прежнему являлась крупнейшим сектором экономики к концу войны. Бизнес-сообщество в штате было действительно разнообразно.
Экономика Техаса сегодня в значительной мере опирается на информационные технологии, нефть и природный газ, аэрокосмическую и оборонную отрасли, биомедицинские исследования, переработку топлива, продажу электроэнергии, сельское хозяйство и обрабатывающую промышленность.

## Экспорт

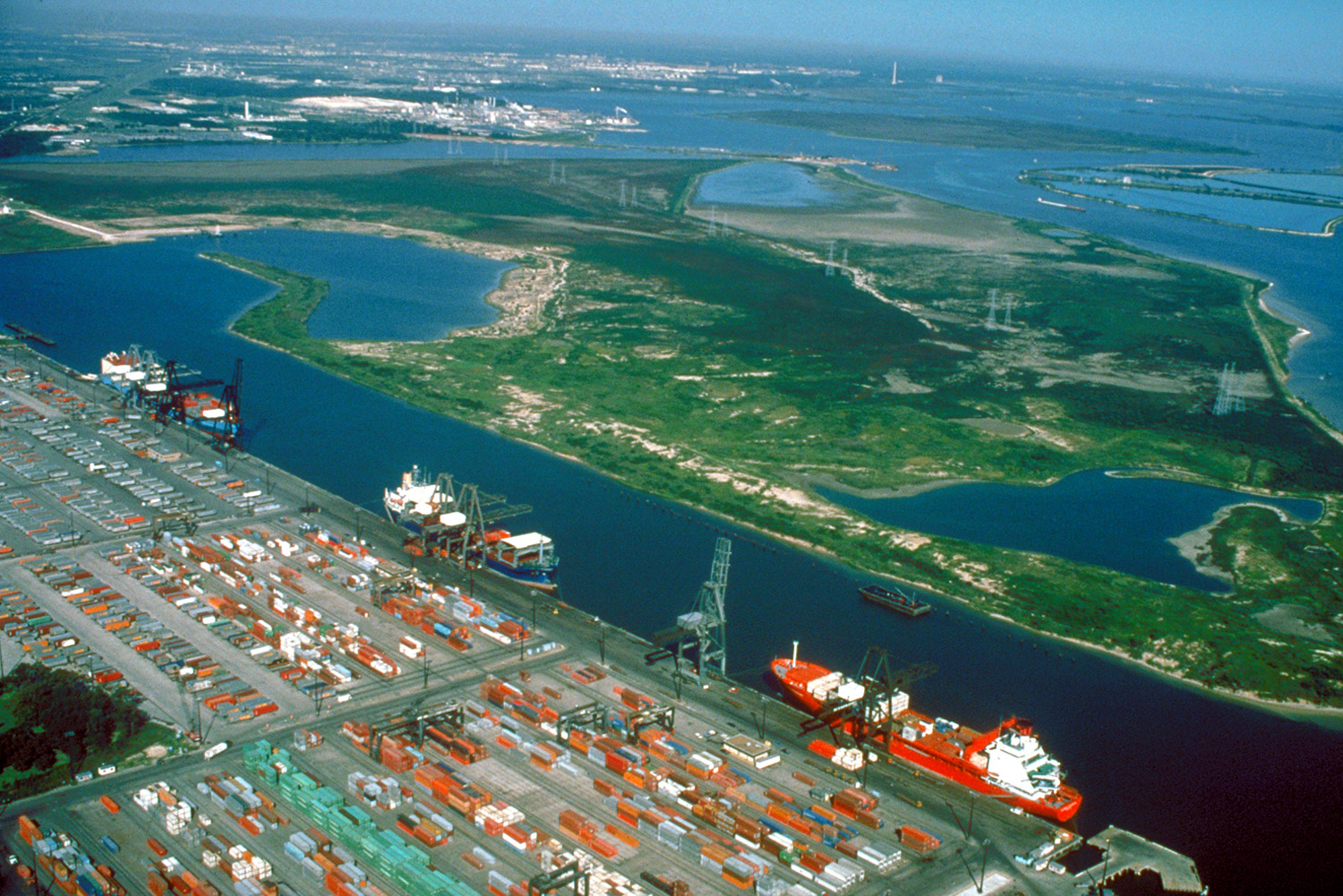
Хьюстонский судоходный канал

В 2008 году уже седьмой год подряд, Техас лидирует в США по размерам экспортных доходов. Экспорт штата в 2008 году составил $192,2 млрд. В 2002 году Порт Хьюстона являлся шестым среди морских портов в мире по общему объёму грузов. Air Cargo World признал Международный аэропорт Даллас/Форт-Уэрт «лучшим аэропортом грузовых авиаперевозок в мире». Хьюстонский судоходный канал является крупнейшим в США для международной торговли.

## Налоги
По данным Налогового фонда налоговое бремя техасцев является одним из самых низких в стране, Техас занимает седьмое место, в среднем местный налог и налог штата составляют около $3580 на душу населения, или 8,7 % доходов резидента. При этом Техас является одним из всего лишь 7 штатов, в которых не взимается подоходный налог штата (ещё в двух штатах налог взимается только с дивидендов и процентов по вкладам). Более того, законы Техаса запрещают городам и областям штата вводить свой подоходный налог. Бизнес, кроме индивидуальных предпринимателей и партнёрств облагается налогом с валовой прибыли.
Налог с продаж штата составляет 6,25 %, выше чем по стране в среднем, местные власти могут накладывать дополнительный 1 %, а не более 1 % может быть добавлено по итогам голосования для улучшения транспортной ситуации, экономического развития, и/или предупреждения преступности (итого средний налог с продаж в Техасе составляет 8,25 %). Штат может определять правила налогообложения для отдельных видов товаров и услуг. Так, транспортные средства облагаются только налогом штата в 6,25 %, также местному налогообложению не подлежат продукты питания, за исключением готовой пищи и лекарств, отпускаемых без рецепта. Раз в год, как правило в первые выходные августа в Техасе происходят налоговые каникулы, посвящённые приближающемуся учебному году. Без налога продаются одежда и обувь стоимостью до $100.
Налог на имущество, однако, является одним из самых высоких в стране, и составляет основную часть дохода для многих местных государственных органов (однако, Конституция Техаса запрещает облагать собственность налогом на уровне штата). Налоги на недвижимое имущество налагаются властями округов, городов и школьных округов (наряду с другими специальными районами, такими как, колледжи или государственные больницы). Имущество оценивается равноправно с помощью «оценки района», проводимой округом, а налоги рассчитываются из 100 % стоимости имущества. Оценка затрудняется положением штата, которое разрешает не раскрывать стоимость покупки имущества. Большие предметы, находящиеся в личной собственности (например, автомобили, катера и самолёты), также могут облагаться налогом по решению властей, однако это встречается намного реже.
По налоговому бизнес-климату Техас занимает 8-е место в стране. В целом, штат является «налоговым донором», в 2005 году техасцы получили назад около $0,94 за каждый доллар собранный в качестве федерального подоходного налога.

## Работа
Техас является штатом с законодательно закреплённым правом на труд, слабыми профсоюзами и дешёвой рабочей силой. Преобладающий размер заработной платы для строителей составляет $10 в час, причём работодатель не обязан предоставлять компенсации работникам при травмах на производстве. На различных работах в Техасе трудятся сотни тысяч нелегальных иммигрантов из Латинской Америки. Техас является одним из лидеров по количеству производственных травм. Лоббисты из строительной отрасли активно работают республиканцами, контролирующими законодательство Техаса, чтобы ограничить права трудящихся. Например, многие строители трактуются как «независимые подрядчики» и не получают никаких льгот или оплаты сверхурочной работы.

## Отрасли промышленности

### Сельское хозяйство

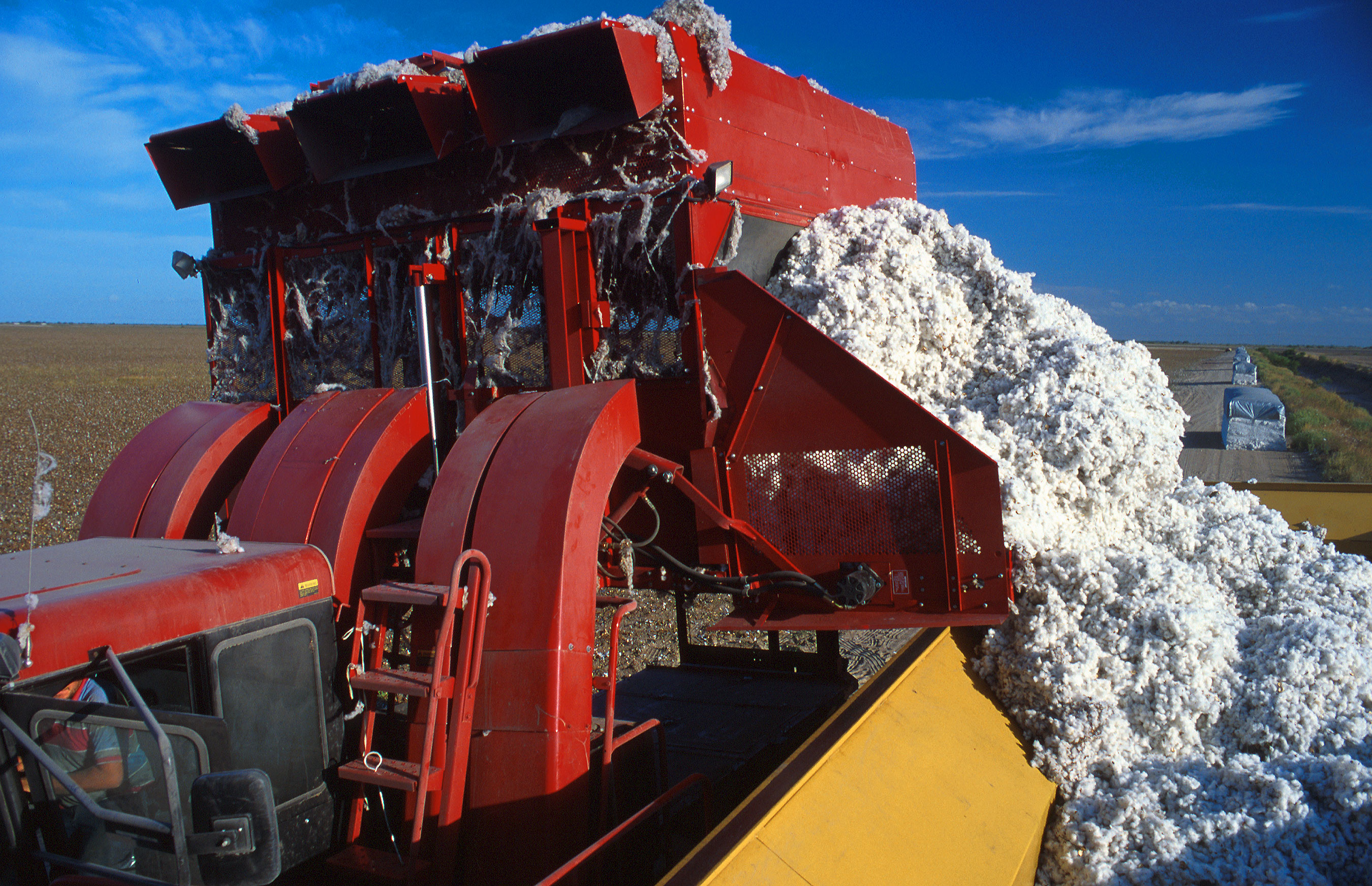
Разгрузка собранного хлопка в модулесобиратель в Техасе. На заднем плане можно увидеть собранные хлопковые модули

Техас является продуктивным сельскохозяйственным штатом с самым большим числом ферм в США как по количеству, так и по площади. Техас лидирует по количеству крупного рогатого скота, обычно превышающего 16 млн голов. Ранчо La Escalera, на расстоянии примерно 20 миль (32 км) от города Форт-Стоктон и занимающее 320 000 акров (1294,9940550 км2) является одним из крупнейших скотоводческих ранчо на юго-западе США.
Штат также лидирует в США по производству продуктов из овец и коз. Техас лидирует и в выращивании хлопка, ведущей сельскохозяйственной культуре, второй по ценности производства в штате. Лидерство в выращивании зерновых культур также принадлежит Техасу. Три округа — Колорадо, Уартон и Матагорда — активно пользуются водой из низин реки Колорадо для выращивания риса. На долю округов приходится около 5 % от годового производства риса в США. Техас также является крупным производителем арбузов, грейпфрутов и канталуп.

### Аэрокосмическая отрасль

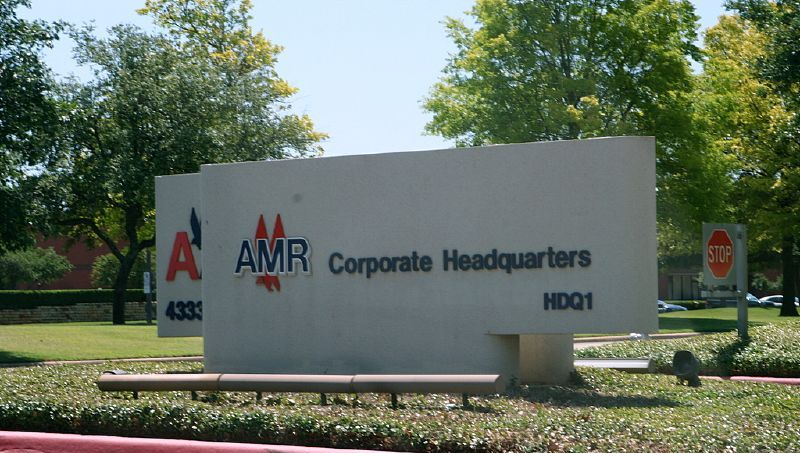
Головные офисы компаний American Airlines и AMR Corporation в городе Форт-Уэрт

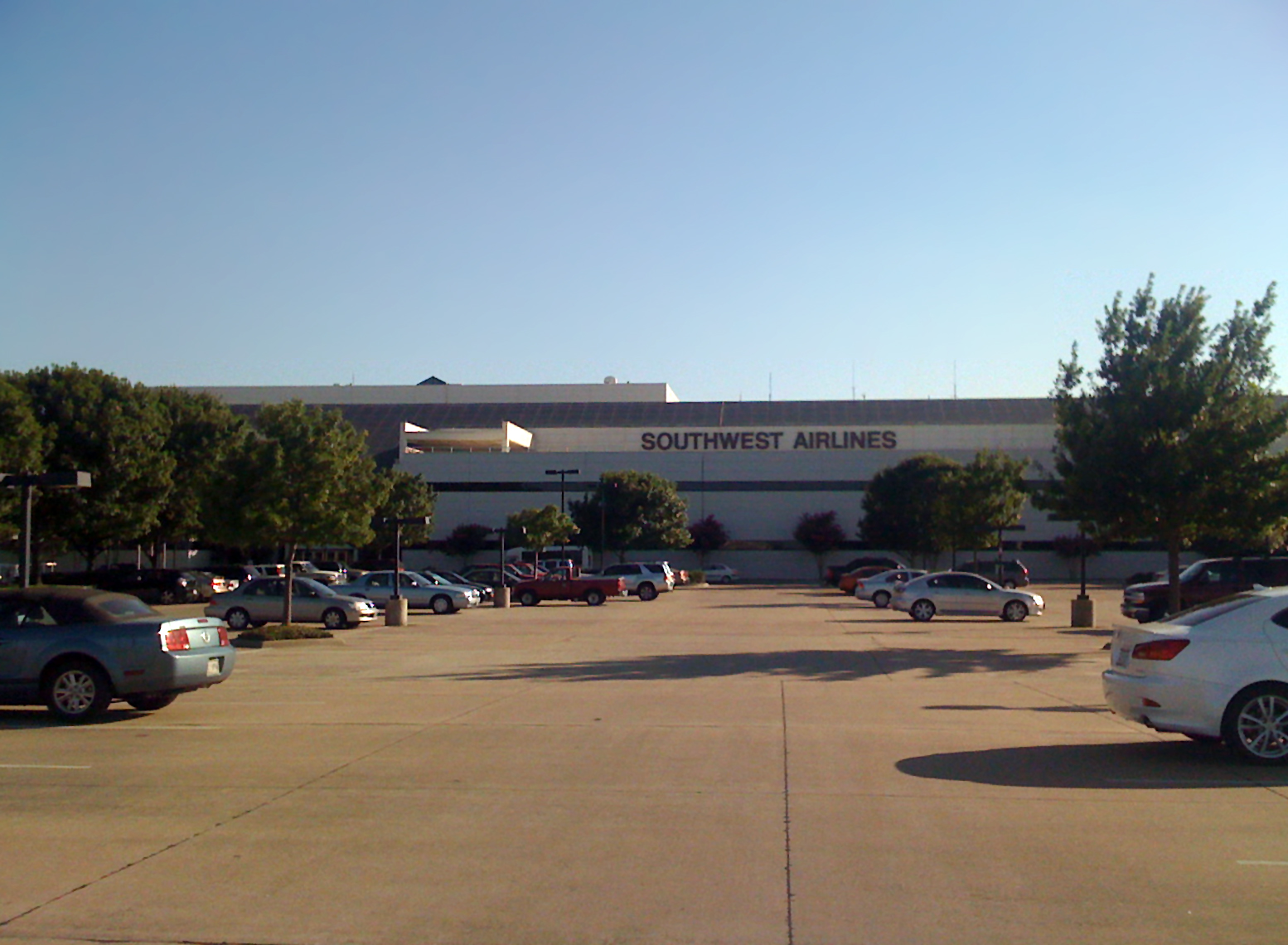
Штаб-квартира компании Southwest Airlines в Далласе

В Хьюстоне находится космический центр имени Линдона Джонсона. Это ведущий центр НАСА по разработке пилотируемых космических кораблей, обучению астронавтов и подготовке пилотируемых космических полетов, центр управления и контроля за космическими полетами. Также в Хьюстоне находится штаб-квартира Национального института космических биомедицинских исследований.
Международный аэропорт Даллас/Форт-Уэрт, расположенный почти на равном расстоянии от даунтаунов Далласа и Форта-Уэрт, является крупнейшим аэропортом в штате, вторым по величине в США, и четвёртым по величине в мире. С точки зрения трафика, Даллас является самым загруженным в штате, третьим в США и шестым оживленных в мире. Аэропорт обслуживает 135 внутренних рейсов и 40 международных. Даллас является крупнейшим и основным узловым аэропортом компании American Airlines и одним из крупнейших в мире по транспортировке пассажиров-миль и размеру пассажирского флота.
Вторым по величине в Техасе является аэропорт Хьюстон Интерконтинентал имени Джорджа Буша (IAH), который является крупнейшим узлом для United Airlines. Из аэропорта вылетает наибольшее количество рейсов в мексиканские города. В настоящее время аэропорт а Хьюстоне занимает второе место среди аэропортов США с регулярными беспересадочными внутренними и международными рейсами.
Штаб-квартира второй по величине авиакомпании США, American Airlines, находится в городе Форт-Уэрт, в то время как крупнейшая авиакомпания, Southwest Airlines, базируется в Далласе.

### Оборонное производство
Военно-промышленный комплекс является вторым по величине сектором экономики Техаса, уступая только нефтяной и газовой промышленности.

#### Военные объекты
В Техасе располагаются две крупнейшие (с точки зрения географического размера) базы армии США: Форт-Худ в центральной части штата, неподалёку от города Киллин и Форт-Блисс рядом с Эль-Пасо. Кроме того, на базе Форт Сэм Хьюстон в Сан-Антонио находится один из крупнейших армейских госпиталей Военный медицинский госпиталь Сан-Антонио, а армейский склад Корпус-Кристи, располагающийся в городе Корпус-Кристи является крупнейшим в мире цехом по ремонту и техническому обслуживанию вертолётов.
ВВС США располагает несколькими базами в штате — Шеппард (в Уичито-Фоллс), Дайс (Абилин), Гудфеллоу (Сан-Анжело), Лафлин (Дель-Рио), Лэкленд и Рэндольф (Сан-Антонио), а также аэропорт Эллингтон (Хьюстон) .
В распоряжении ВМС США находятся станция авиации резерва Форт-Уэрт (бывшая авиабаза Карсуэлл), а также станция авиации Корпус-Кристи и станция авиации Кингсвилл.

#### Оборонные подрядчики
В Техасе (в частности, в Далласе и Хьюстоне) находится большое количество оборонных подрядчиков, которые создают значительное количество рабочих мест в штате.
Два подразделения Lockheed Martin имеют свои штаб дивизии в районе Далласа — Lockheed Martin Aeronautics в городе Форт-Уэрт (где были созданы F-16 Fighting Falcon, F-35 Lightning II и F-22 Raptor) и отдел управления ракетами и огнём в Гранд-Прейри.
В городе Форт-Уэрт также располагается компания Bell Helicopter Textron, которая производит несколько вертолётов для вооружённых сил, в том числе Bell V-22 Osprey и семейство вертолётов H-1, окончательная сборка которых выполняется в Амарилло. Кроме того, в Форт-Уэрте значительные представительства имеют ещё три крупных оборонных подрядчика: DynCorp, AECOM, and Computer Sciences Corporation.
Также в районе Далласа представлены Boeing (Ричардсон), Rockwell Collins (Ричардсон), Vought Corporation (в Далласе и Гранд-Прейри), Raytheon (заводы в Гарланде, Далласе и Мак-Кинни), L-3 Communications (заводы в Арлингтоне, Кэрролтоне и Гринвилле, предприятие в Уэйко), BAE Systems (предприятие в Форт-Уэрте), DRS Technologies (Даллас), EDS и Perot Systems (Плейно), Alliant Techsystems (предприятие в Форт-Уэрте) и Elbit Systems (предприятие и штаб-квартира в Форт-Уэрте). В Ирвинге располагается офис агентства аудита оборонных заказов.
Также, на территории Техаса находятся компания KBR (бывшая дочерняя компания Halliburton) с штаб-квартирой в Хьюстоне, в Сан-Антонио находится Юго-западный исследовательский институт. BAE Systems также производит семейство средних тактических автомобилей FMTV на своём заводе в городе Сили.

### Компьютерные технологии

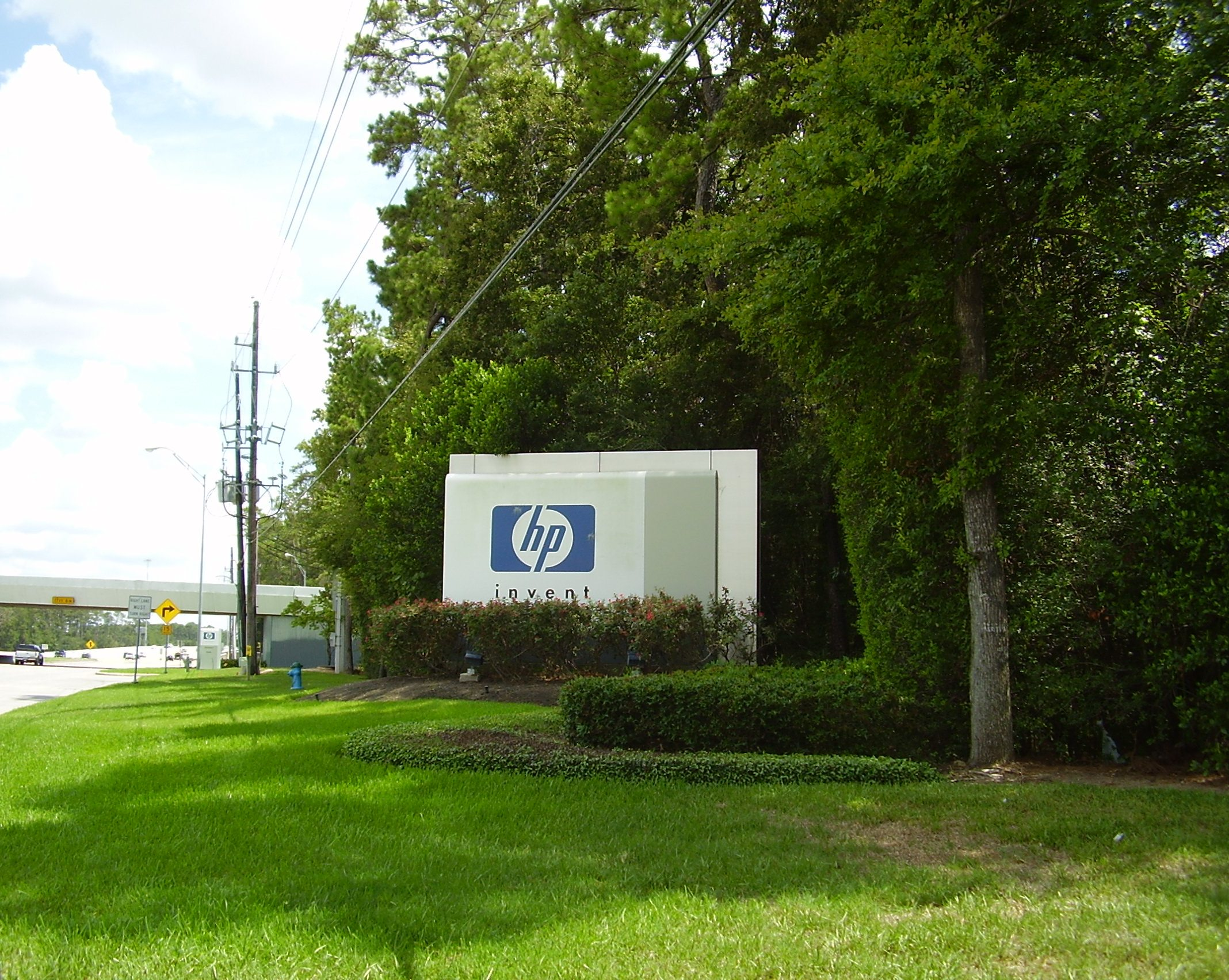
Офисы Hewlett-Packard в пригороде Хьюстона, бывшая штаб-квартира компании Compaq

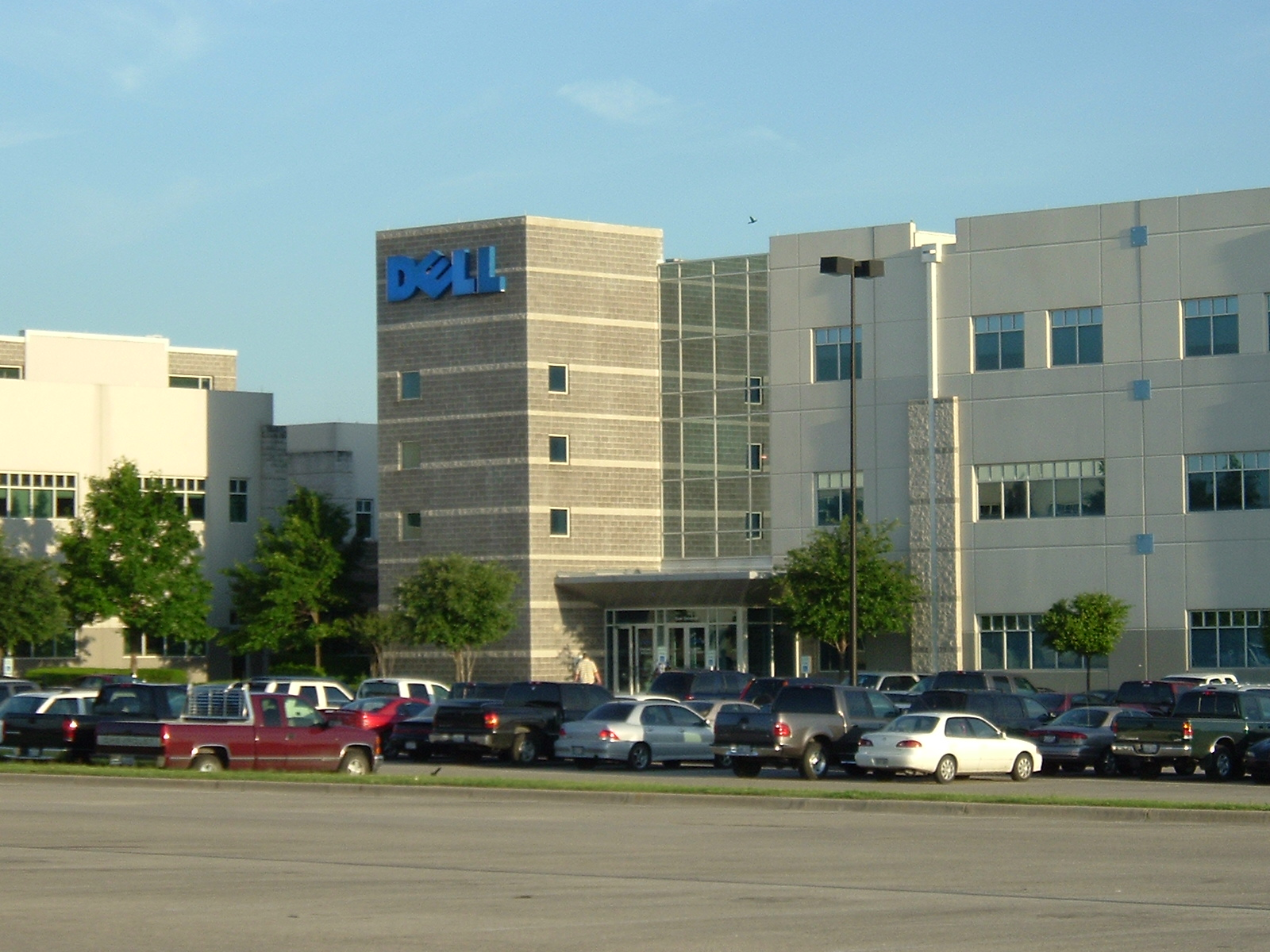
Штаб-квартира Dell в Раунд-Роке

Техас является одним из основных центров развития компьютерных компонентов и систем, а также программного обеспечения в США. Остин, Даллас и Хьюстон являются основными центрами этой промышленности в Техасе. Район Остина часто называют «Кремниевые холмы» из-за концентрации производителей полупроводников, включая Intel, Silicon Laboratories и AMD. Штаб-квартира Dell расположена в пригороде Остина, в городе Раунд-Рок, также в районе Остина есть офисы Google, Facebook, EA Games, ARM, Samsung и Apple. В Остине базируется Техасский передовой вычислительный центр, располагающийся в Техасском университете. Даллас является родиной интегральных схем, а по некоторым определениям и родиной микропроцессора. Северный Даллас иногда называют «Телеком коридор» или «Кремниевые прерии» из-за высокой концентрации компаний представляющих области информационных технологий, таких как Texas Instruments, Perot Systems и EDS, а также телекоммуникационный гигант AT&T. В Сан-Антонио находится гигант облачных вычислений Rackspace, а также Datapoint. В округе Харрис располагалась одна из крупнейших компьютерных компаний в мире Compaq. После поглощения Compaq компанией Hewlett-Packard, в районе Хьюстона находится больше сотрудников Hewlett-Packard, чем где-либо ещё в мире.

### Энергетическая промышленность

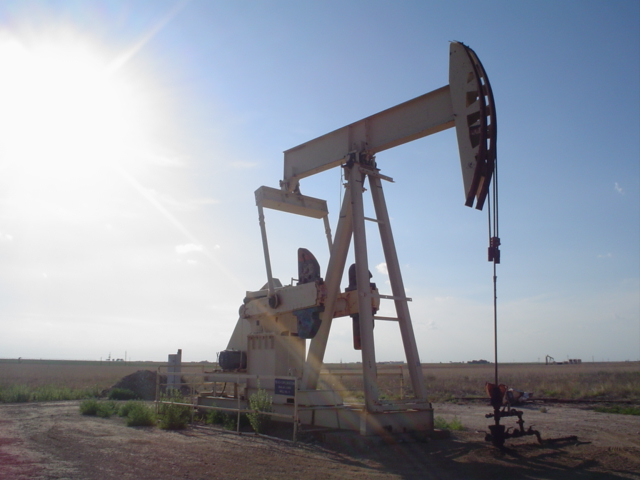
Нефтяная скважина.

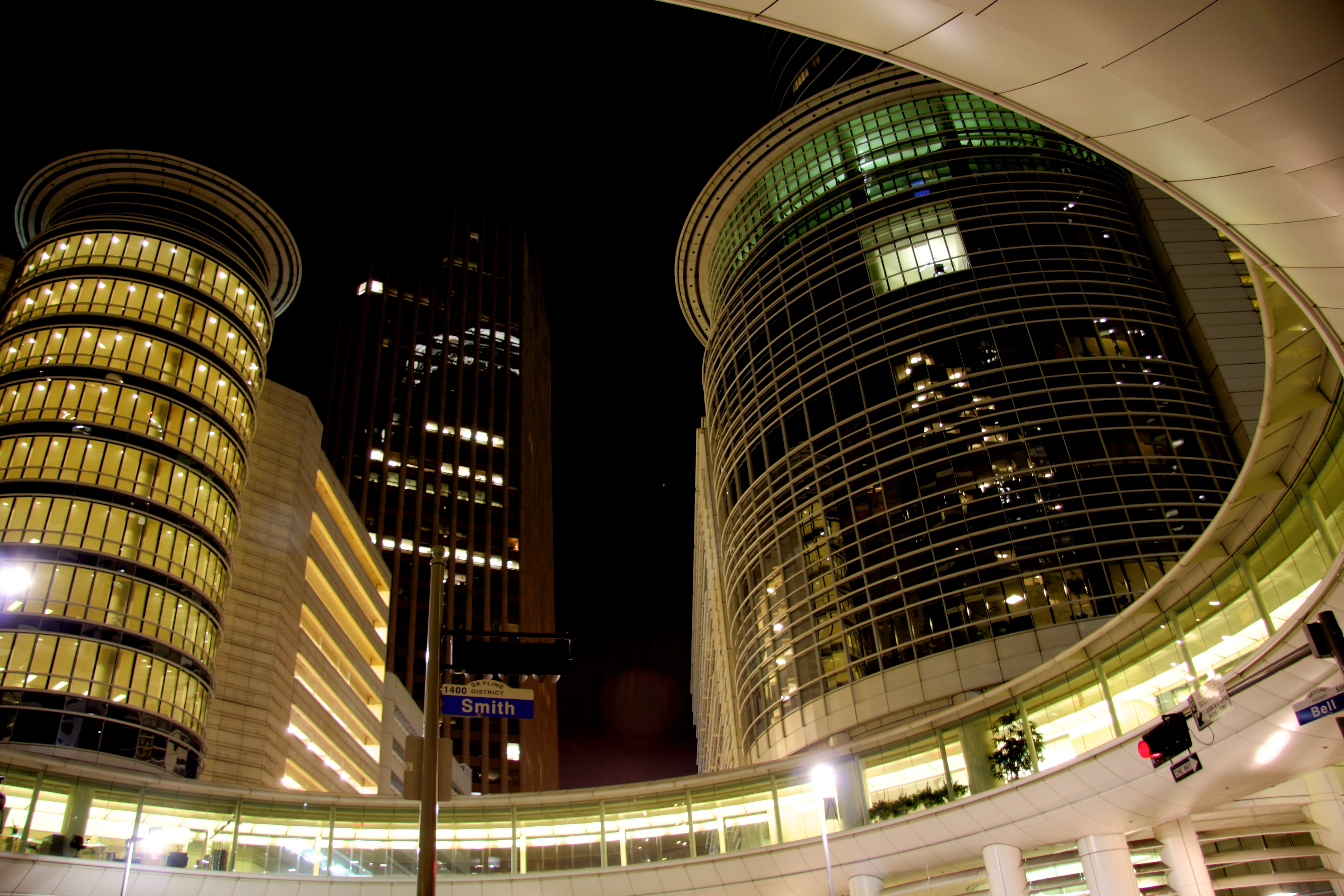
Комплекс Enron, бывшая штаб-квартира компании Enron, большую часть которого теперь арендует компания Chevron.

Техасцы потребляют больше всего энергии в стране как на душу населения, так и в целом. С 2002 года штат Техас является практически нерегулируемым рынком электроэнергии (однако районы, где электричество обеспечивается муниципалитетами или кооперативными предприятиями не всегда подлежат дерегуляции).
По оценкам запасы нефти в Техасе составляют примерно 8 млрд. баррелей (1 300 000 м3), что составляет около одной трети от всех запасов США. В Техасе около 4,6 млрд. баррелей (730 000 м3) разрабатываемой сырой нефти. По мере того, как скважины истощаются в восточной части штата, бурение расширяется на запад.
В Техасе располагаются штаб-квартиры некоторых крупных нефтяных компаний, в том числе ConocoPhillips, Marathon Oil (Хьюстон), ExxonMobil (Irving), Tesoro и Valero (Сан-Антонио).
Техас является мировым лидером в области энергетики, а Хьюстон называют энергетической столицей мира. С 2003 года, чиновники штата Техас создали такие инициативы, как Фонд предпринимателей Техаса и Фонд развивающихся технологий Техаса для развития экономики Техаса. Техас является лидером в области использования альтернативных источников энергии, производя больше ветровой энергии, чем любой другой штат США, а также предпринимает некоторые усилия в области солнечной энергии и работает с экспериментальными установками получения энергии из волн океана.
В Техасе также находится ряд крупнейших компаний, оказывающих сервисные услуги в нефте- и газодобывающей отрасли, включая Halliburton, Schlumberger и Dresser. В штате располагается ряд операторов трубопроводов, El Paso и Dynegy, а также диверсифицированные энергетические фирмы, такие как Energy Future Holdings и NRG Energy. Штат лидирует по производству энергии для внутренних нужд США.
Недавний бум в производстве энергии в Техасе оставил штат без средств для поддержания своей текущей дорожной сети и в результате штату пришлось начать преобразование дорог с твердым покрытием в гравийные.

### Туризм

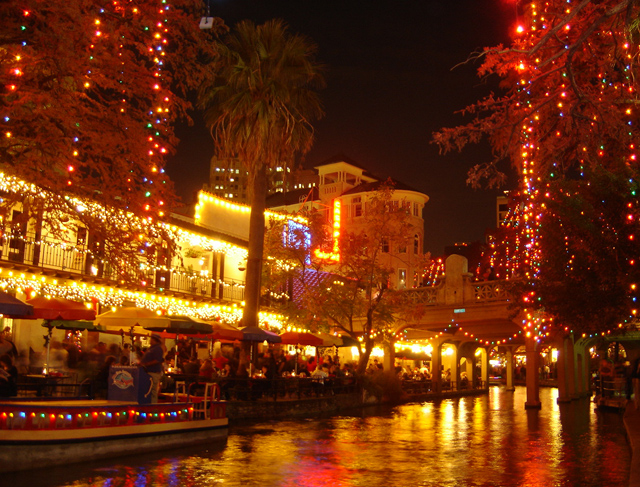
Набережная Сан-Антонио

В Техасе развита индустрия туризма. Туристический слоган Техаса «Техас — это совершенно другая страна». Туристы могут наслаждаться испанской культурой в Сан-Антонио и Эль-Пасо или западными достопримечательностями в Форт-Уэрте. Галвестон, Корпус-Кристи и остров Падре являются популярными курортными районами Техаса расположенными в Мексиканском заливе.  Профессиональный и студенческий спорт широко развит в Далласе, Хьюстоне и других крупных городах.

### Индустрия развлечений
Техас является одним из главных производителей кино. Остин является одним из ведущих мест кинопроизводства в стране. Уличные сцены популярной мыльной оперы Даллас были сняты на ранчо Southfork, неподалёку от Плейно. С 1995 по 2004 г. на кино- и телевизионную продукцию было потрачено более $ 2,75 млрд.
Для нужд режиссёров была создана Комиссия фильмографии Техаса, предоставляющая различные услуги от поиска мест для съёмки до помощи в путешествиях. Кроме того, многие голливудские студии переместили части своих производственных подразделений в пригороды Остина и Далласа.
Конгломерат средств массовой информации Clear Channel Communications базируется в Сан-Антонио. Студии компьютерных игр Pi Studios и TimeGate Studios основаны в районе Хьюстона. В Далласе и Форт-Уэрте базируются сеть кинотеатров Cinemark, а также бывшая сеть видеопрокатов Blockbuster.

### Здравоохранение
Здравоохранение является развивающейся отраслью в штате Техас. Техасский медицинский центр, расположенный на юго-западе Хьюстона, является крупнейшим медицинским центром в мире. В комплексе находится медицинский научный центр Техасского университета, в котором занимаются студенты-медики и местные жители, а также находится онкологический центр им. М. Д. Андерсона, являющийся передовым заведением в изучении и лечении раковых заболеваний. Также в комплексе находится частный медицинский колледж Бэйлор.
Медицинская система Техасского университета также включает в себя филиалы в Далласе, Сан-Антонио и Галвестоне. Влияние медицинского центра южного Техаса в Сан-Антонио, в котором работают работают около 27 000 человек на экономику штата по некоторым подсчётам составляет $5,4 млрд. Помимо этих объектов, на территории штата действуют колледж остеопатической медицины Техаса, научный центр здоровья техасского университета A&M и медицинский исследовательский центр техасского технического университета в городах Лаббок и Эль-Пасо. Таким образом в общей сложности в штате действуют девять медицинских исследовательских центров.

## Список богатейших районов Техаса по доходам на одного человека
1. Город Пайни-Пойнт-Виллидж[англ.] — $133 558
2. Статистически обособленная местность Бартон-Крик[англ.] — $110 504
3. Город Уэстовер-Хилс[англ.] — $98 573
4. Город Хайленд-Парк[англ.] — $97 008
5. Город Хантерс-Крик-Виллидж[англ.] — $88 821
6. Город Банкер-Хилл-Виллидж[англ.] — $86 434
7. Город Хилл-Кантри-Виллидж[англ.] — $77 374
8. Город Мустанг[англ.] — $75 692
9. Город Уэст-Юниверсити-Плейс[англ.] — $69 674
10. Город Хилшайр-Виллидж[англ.] — $66 620
11. Город Олмос-Парк[англ.] — $65 697
12. Город Юниверсити-Парк[англ.] — $63 414
13. Посёлок Те-Хилс[англ.] — $61 363
14. Город Саутсайд-Плейс[англ.] — $57 021
15. Город Уэст-Лейк-Хилс[англ.] — $55 651
16. Статистически обособленная местность Онион-Крик[англ.] — $54 758
17. Посёлок Тики-Айленд[англ.] — $54 611
18. Город Паркер[англ.] — $54 099
19. Статистически обособленная местность Лейкшор-Гарденс-Хидден-Акрс[англ.] — $52 512
20. Город Роллингвуд[англ.] — $52 280
21. Город Хедвиг-Виллидж[англ.] — $52 153
22. Статистически обособленная местность Лост-Крик[англ.] — $52 147
23. Город Хит[англ.] — $51 049
24. Город Колливилл[англ.] — $50 418
25. Город Шевано-Парк[англ.] — $47 705
26. Город Саутлейк[англ.] — $47 597
27. Город Беллэр — $46 674
28. Город Лейкуэй[англ.] — $45 765
29. Город Рансом-Каньон[англ.] — $45 675
30. Город Аламо-Хайтс[англ.] — $45 640